# 港尾里 (臺中市)
港尾里是在臺中市西屯區轄下設立的一個地方行政區，位於西屯區東北方邊陲，面積約3.065平方公里，人口總數約有6千1百多人，共有2千3百多戶，北邊為大雅區馬崗厝、潭子區東寶里，西邊和廣福里、西墩里、西平里相鄰，南接大石里、逢甲里、東鄰北屯區之四張犁。
港尾里古原地名永興庄（其公廳為港聖宮－主神關聖帝君、天官大帝、註生娘娘），舊時也稱叫做港尾仔。
大臺中市西屯區港尾里守望相助隊，總部的地址為臺中市西屯區港尾里中康二街16號，總部電話為04-24260048

## 舊地名[5]

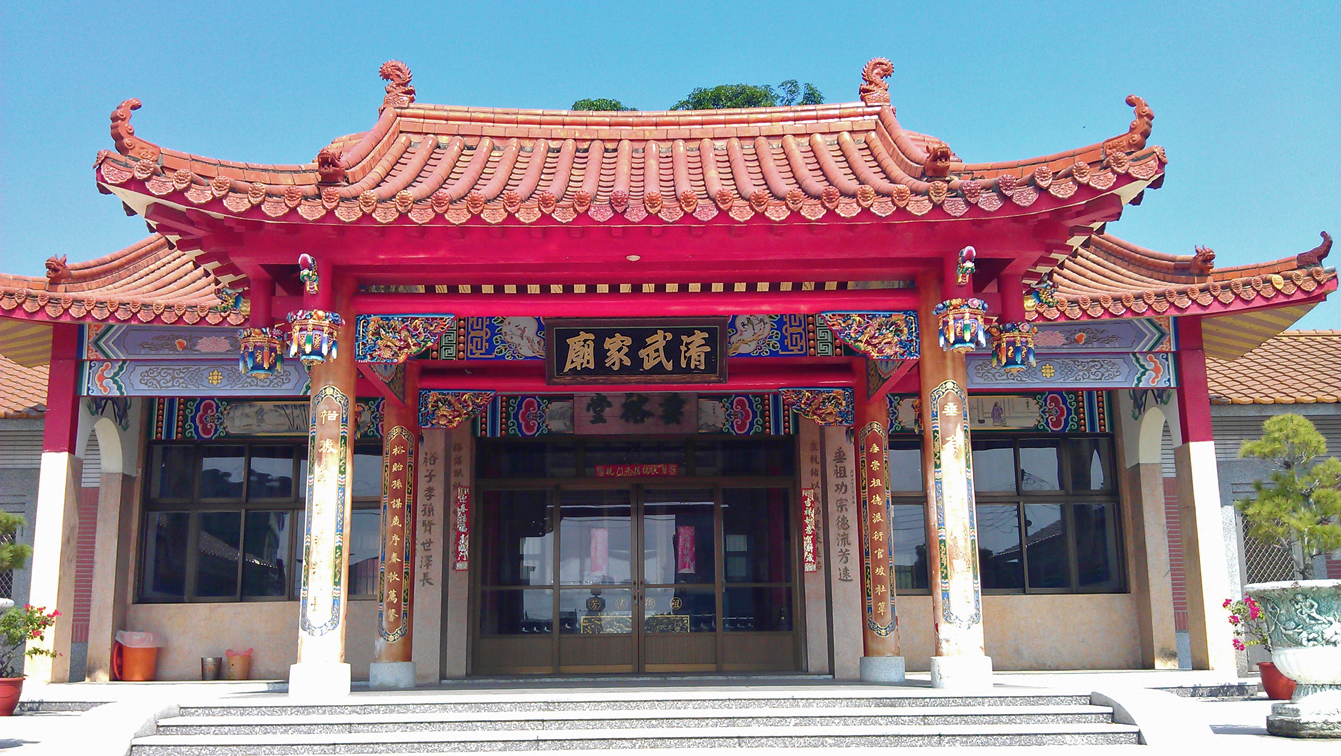
雙廖清武家廟—廖朝孔祭祀公業。

1836年彰化縣志紀載，彰化縣貓霧拺東下堡行政區劃內，已記載港尾仔地名。
日治時代大正9年（1920年），改稱台中州大屯郡西屯庄大字「港尾子」；民國34年（1945年）中華民國接管臺灣後，正式定名為「台中市西屯區港尾里」。
- 港尾仔[8]：乃整個港尾里的通稱，因地處花眉，馬岡厝南流的筏子溪支流的末端，所以叫港尾仔[9]。另一種說法為居住於港尾之雙廖氏開台祖先廖朝孔是從雲林縣二崙鄉（崙東村中興路26巷7號）[10]遷居而來，為感念祖先而保留其故鄉港尾仔之名稱，而將港尾仔之名稱移殖到此地[7]。
- 二甲：今港尾里二鄰一帶，係以耕作面積命名。
- 三汴頭：今港尾里二鄰，汴就是埤圳所設的分水門，是廖朝孔[8]等六館業戶開鑿葫蘆圳引水灌溉拺東上下堡之第三個分水門處而得民。
- 六甲：今港尾里二鄰，因耕作面積而得名。
- 牛埔厝：今港尾里二鄰內，乃放牛之荒埔草地。
- 公館：今港尾里四鄰，廖朝孔祭祀公業的所在地，清武家廟[11]世居落住民共同供奉的祠堂，故稱公館祠堂內奉飼雙廖姓祖先牌位。
- 下厝（公廳）：今港尾里五、六鄰一帶，是雙廖氏派下原始居住的聚落（港聖宮－主神關聖帝君、三官大帝、註生娘娘）。
- 下統櫃：今六鄰，為防守保護公館而設的前哨，因前設有防禦之統櫃而得名。
- 界址：今八鄰，因地處港尾仔與四張交界之處置有界址石碑而得名。
- 頂牛埔：今十鄰及水湳舊機場航空站一帶，以歉是放牛之荒埔草地。
- 下牛埔：今八鄰及十鄰一小部分，也是放牛之荒埔草地，在頂牛埔的對面。
- 銅鑼媽：今九鄰是雙廖氏大家族聚居之地因族人眾多作息吃飯均由祖母敲打銅鑼而得此名。
- 二甲二：今二七鄰，以前是廖朝孔[8]的次子耕作之地有二甲二而得名。
- 魚栽寮：今三鄰，因培殖魚苗而得名。

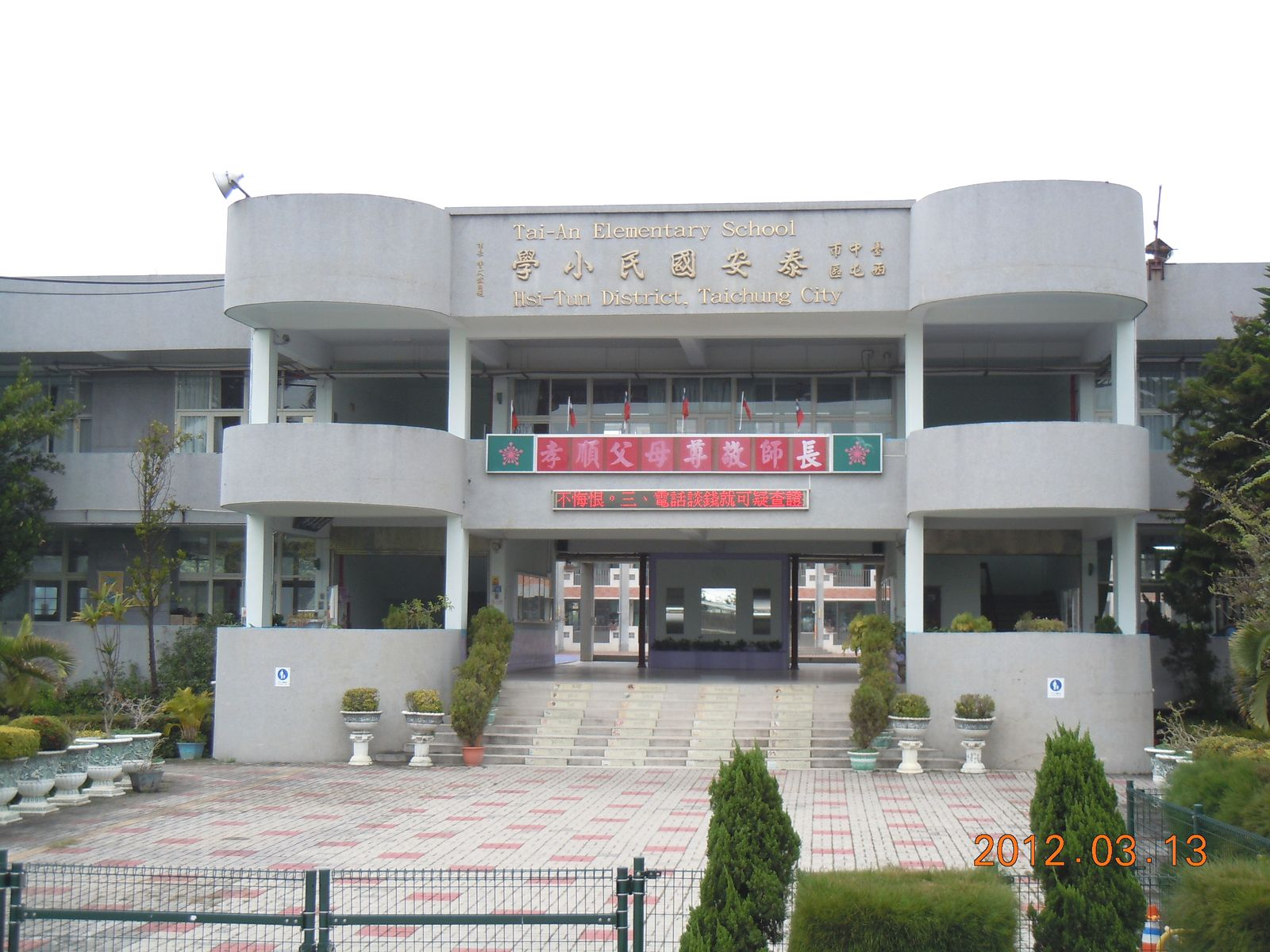
西屯區泰安國民小學
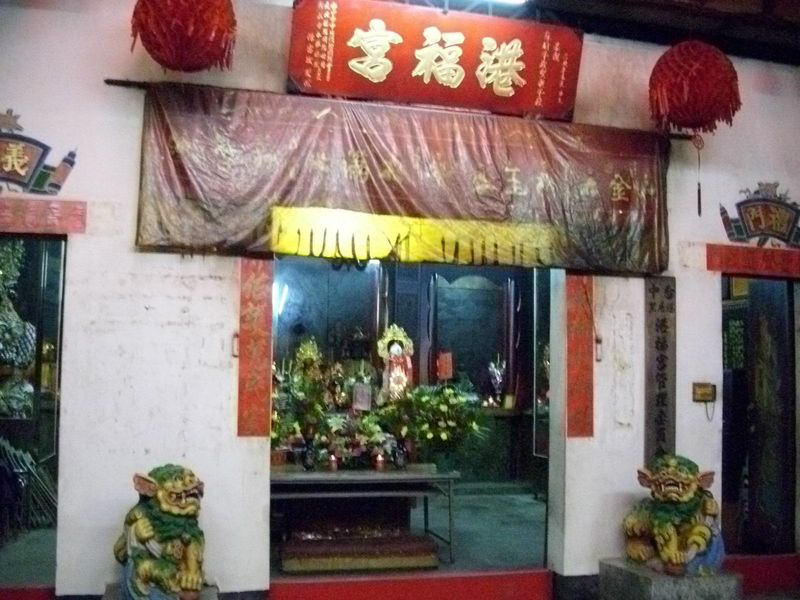
港福宮宮前的石獅
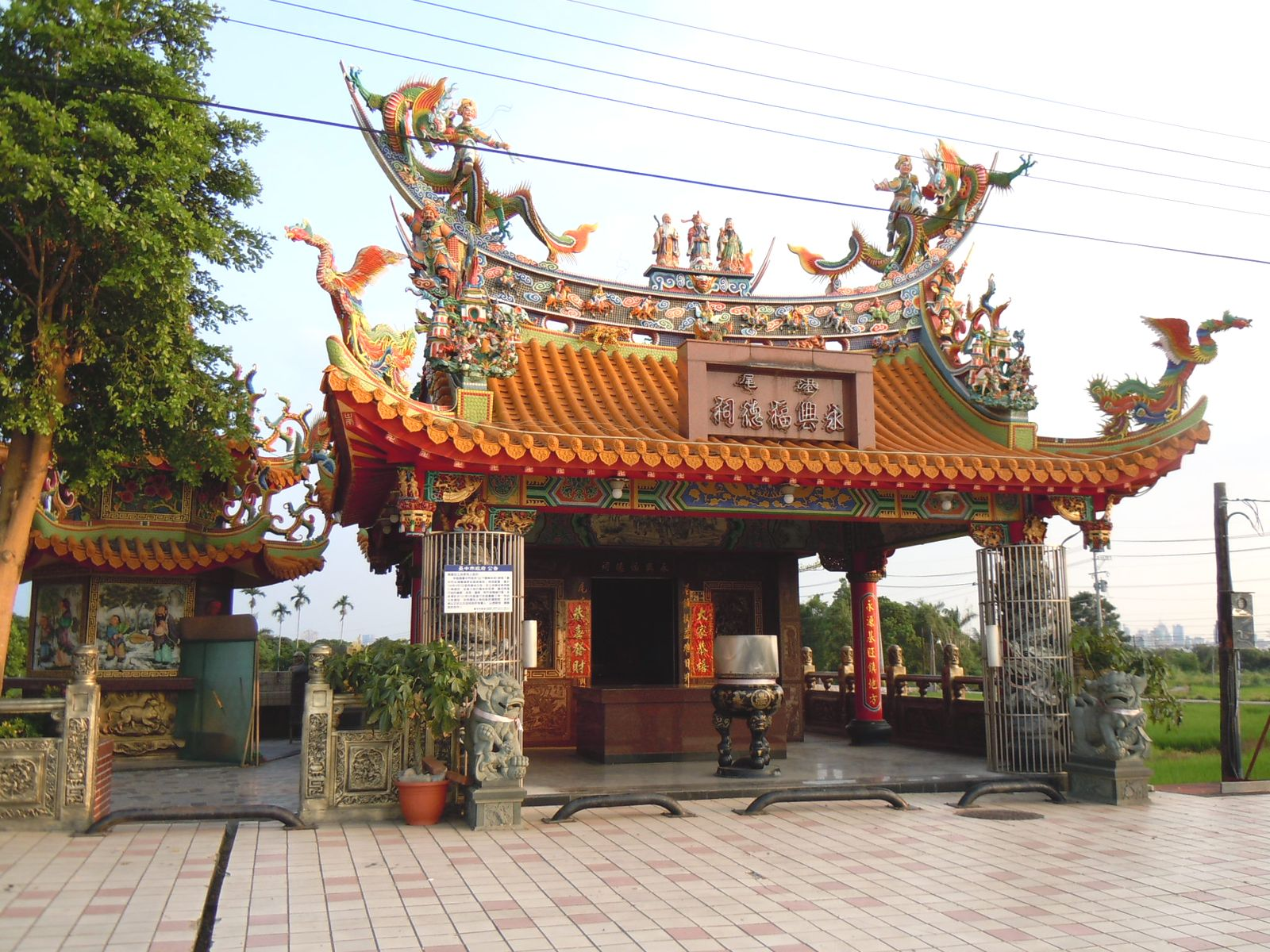
原位於環中路旁的港尾永興福德祠
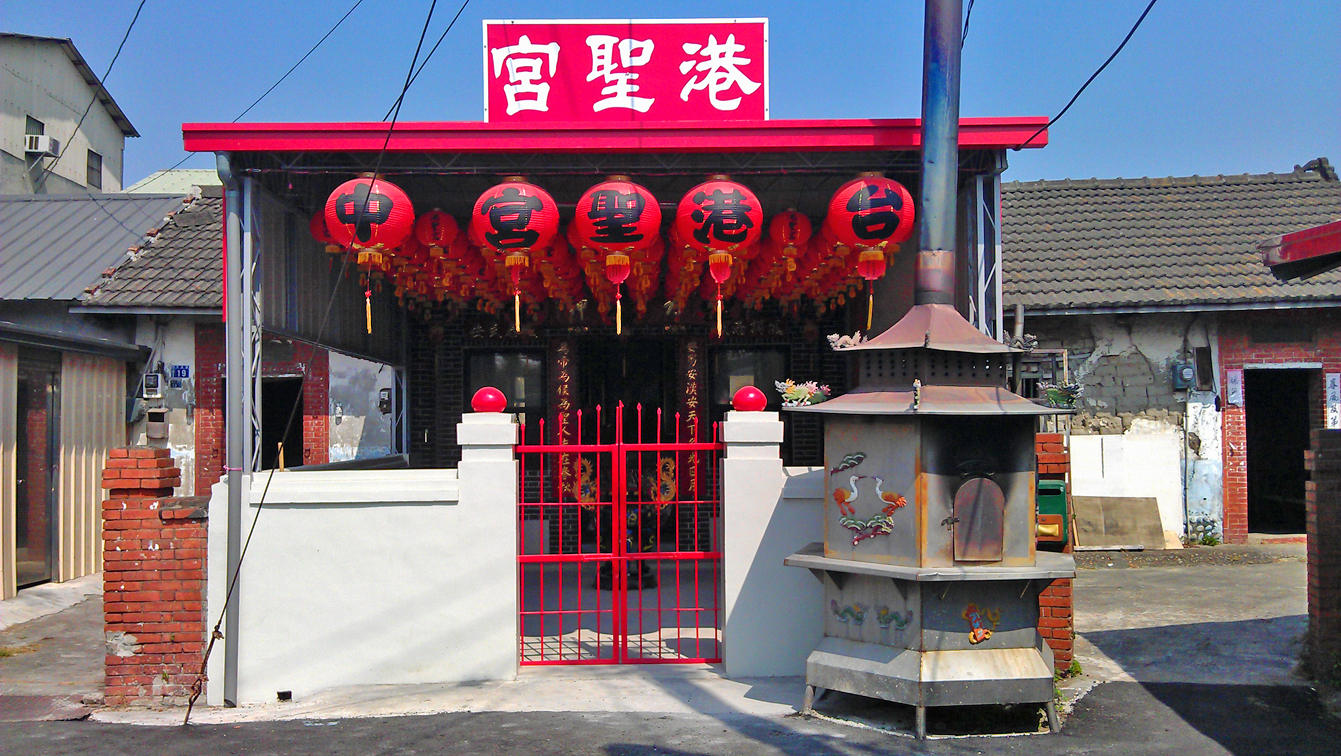
清武巷內半月池戲臺前的港聖宮
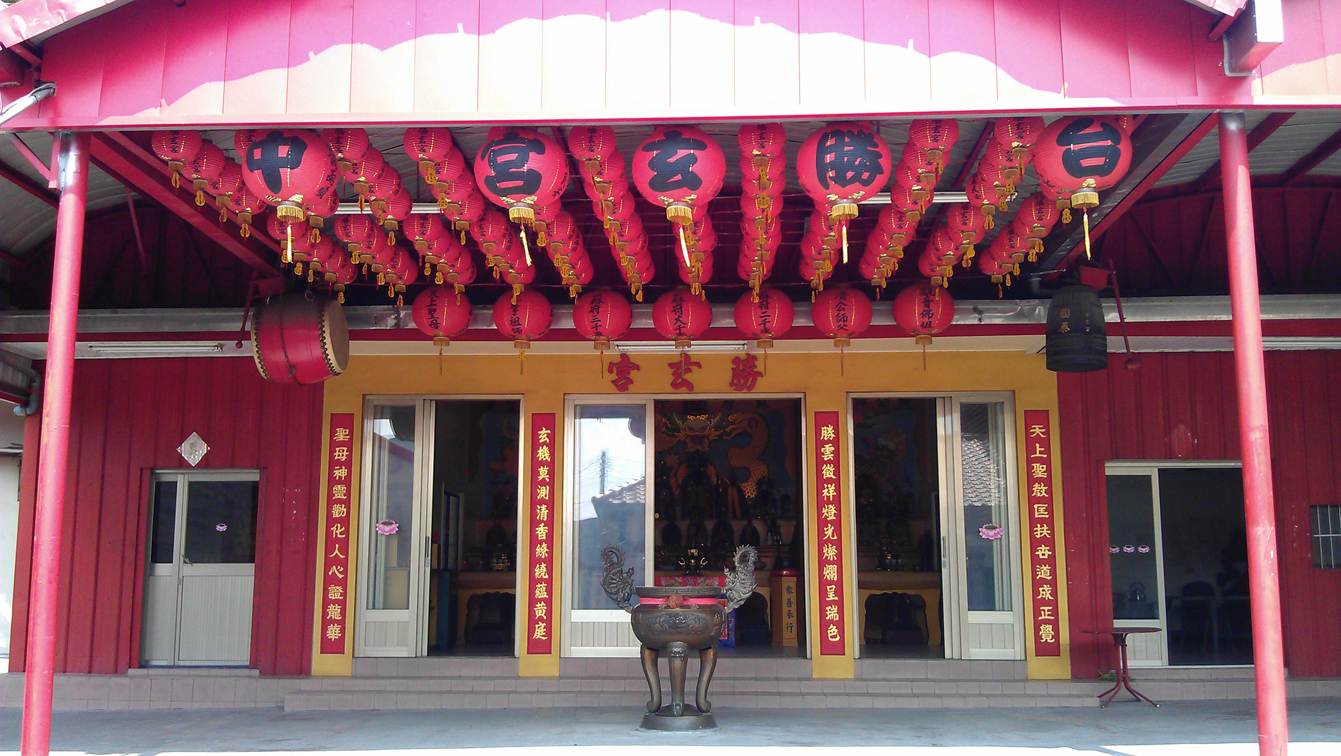
在清武家廟垂裕堂後方的勝玄宮
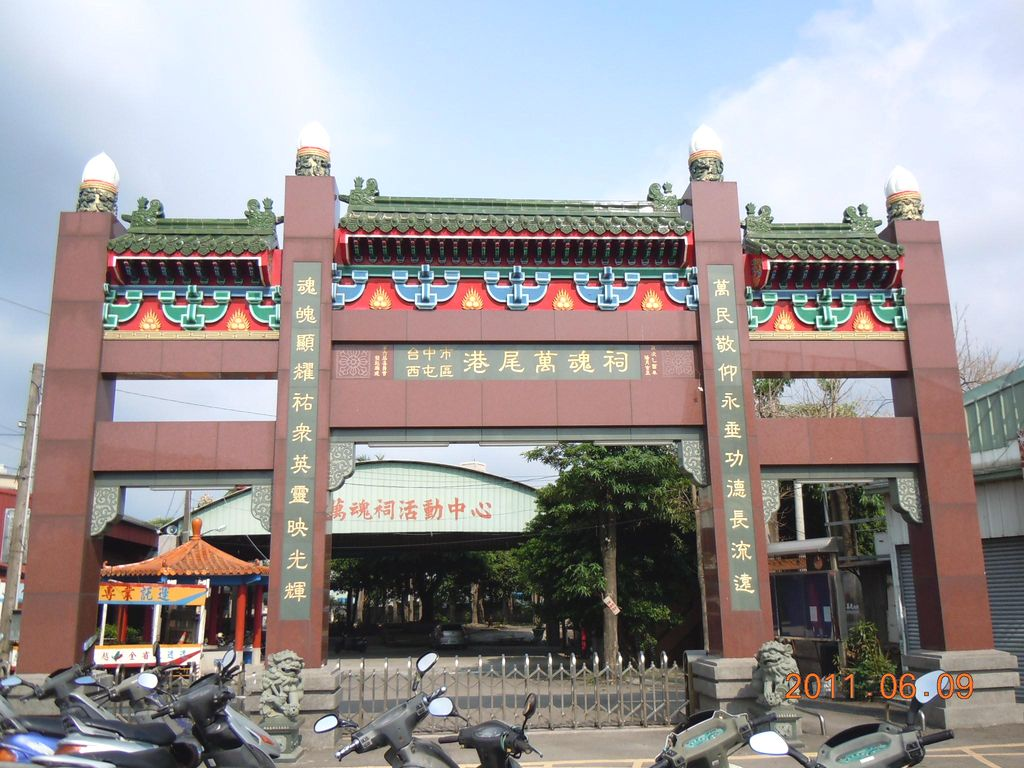
萬魂祠牌樓
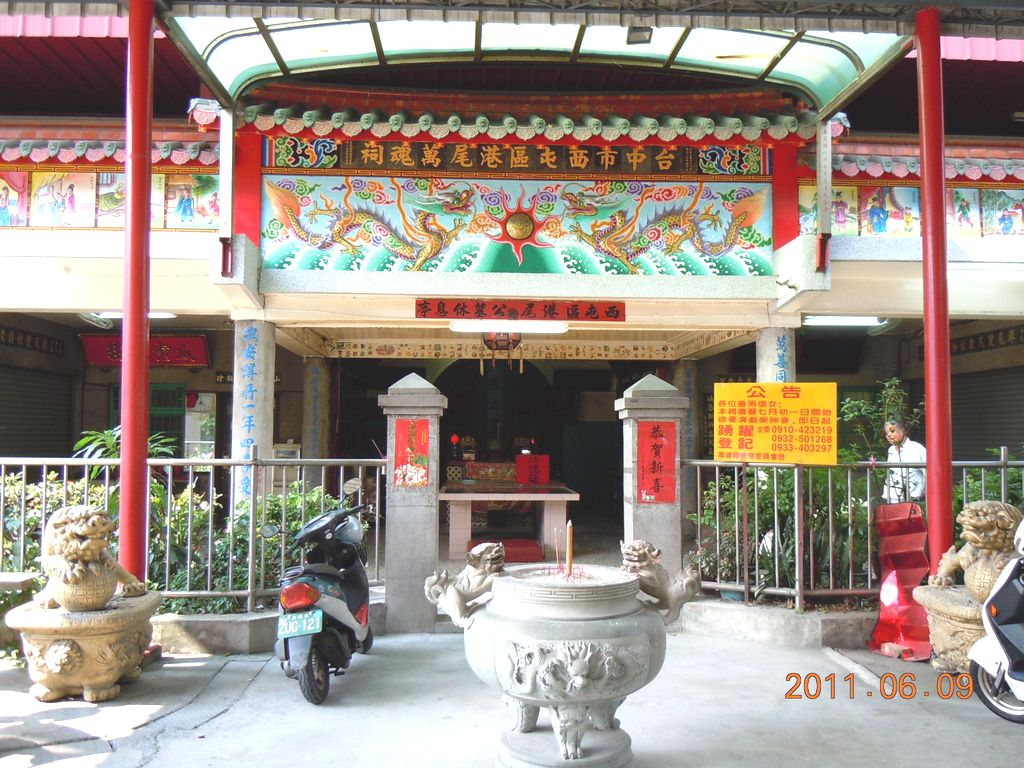
萬魂祠
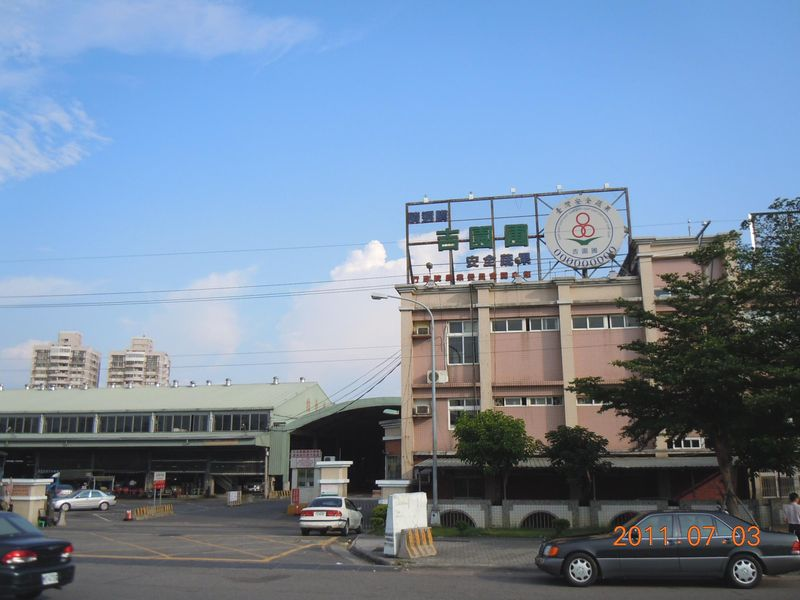
台中果菜運銷供應處
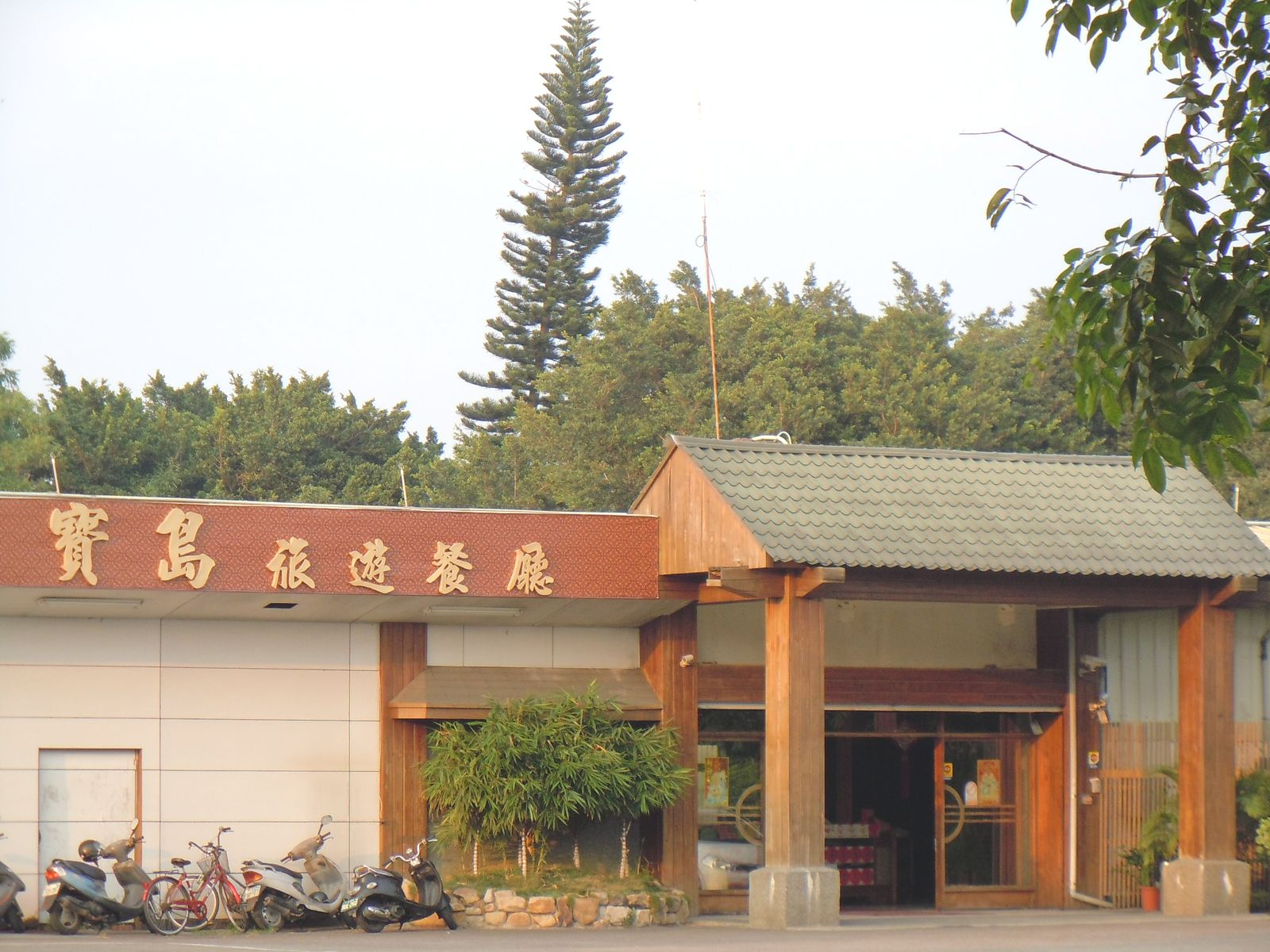
寶島旅遊餐廳位在中清路三段上（台中港福宮後方斜對面）
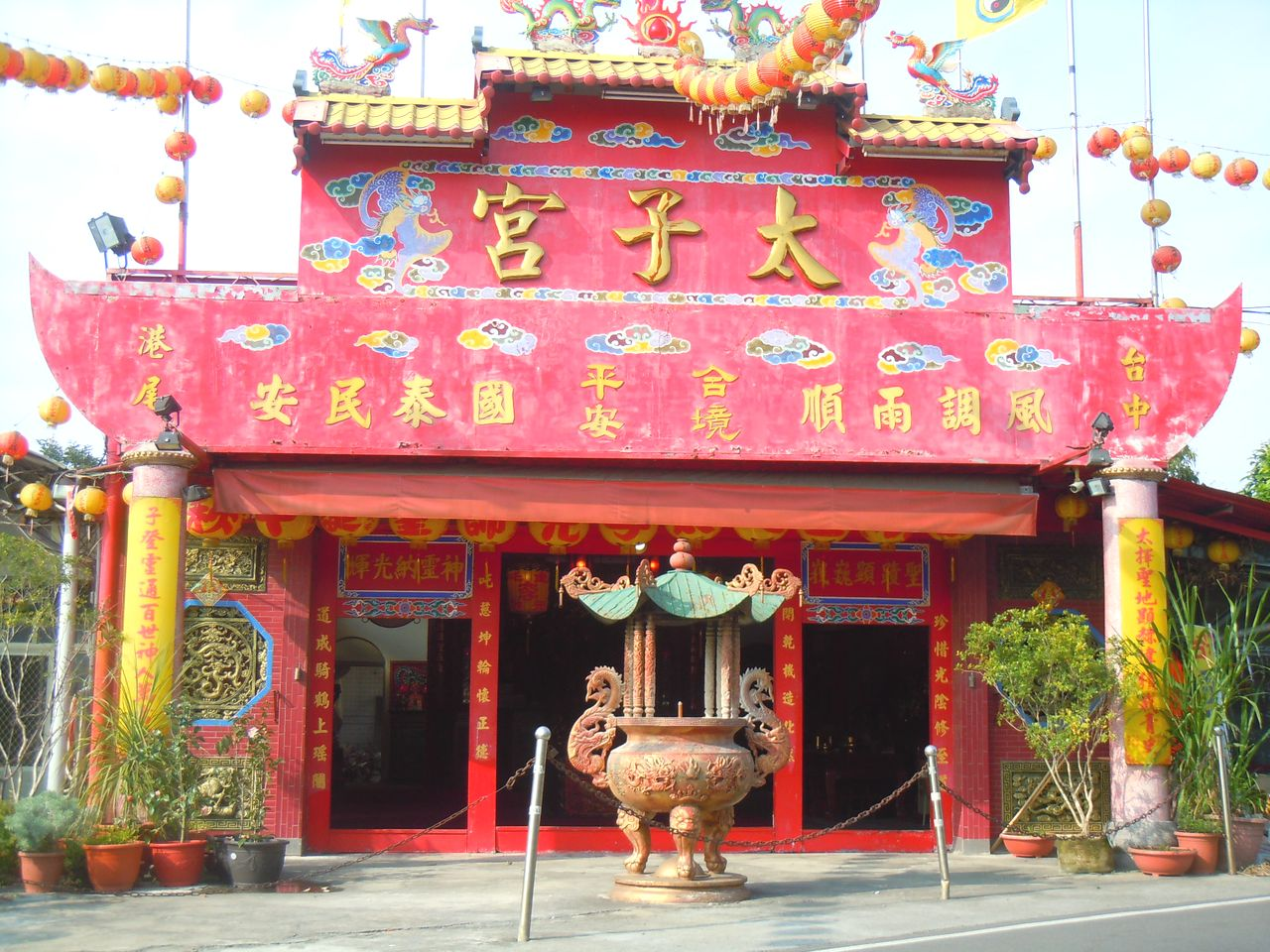
位在同志巷上的港尾太子宮

## 宗教

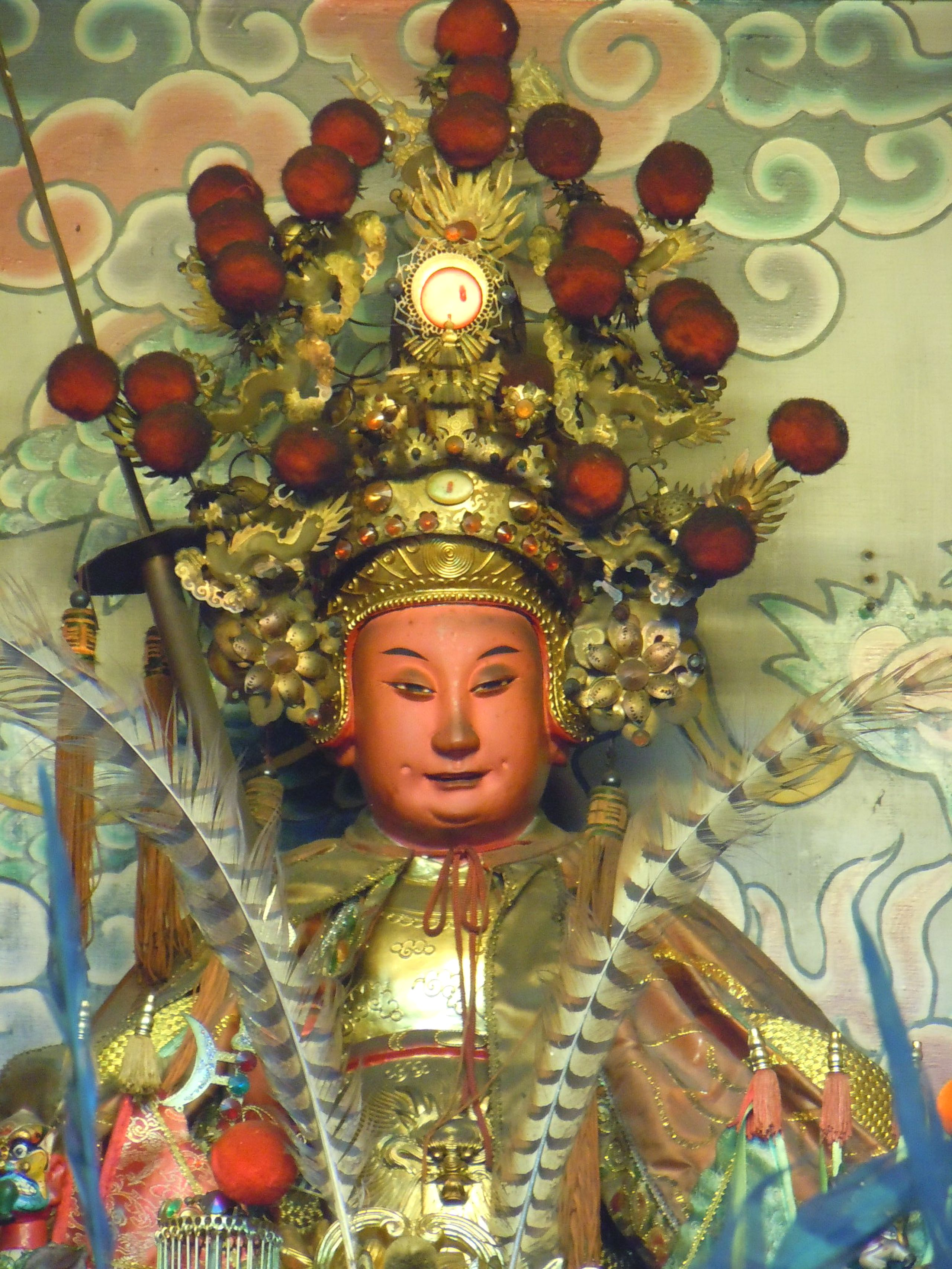
金吒大太子元帥（此圖出自於臺中市港尾太子宮）。

- 港尾日興宮（主祀五顯大帝）
- 港尾永興福德祠（主祀土地公）
- 港尾萬魂祠（百姓王爺）
- 港尾太子宮[12]（奉祀金吒太子、池府千歲、城隍尊神、蘇府王爺、邢府王爺）
- 台中港福宮（主祀蘇府千歲）
- 仙福堂地母至尊總堂（主祀地母娘娘）
- 玄靈武聖堂（主祀開漳聖王、配祀濟公、廣澤尊王）

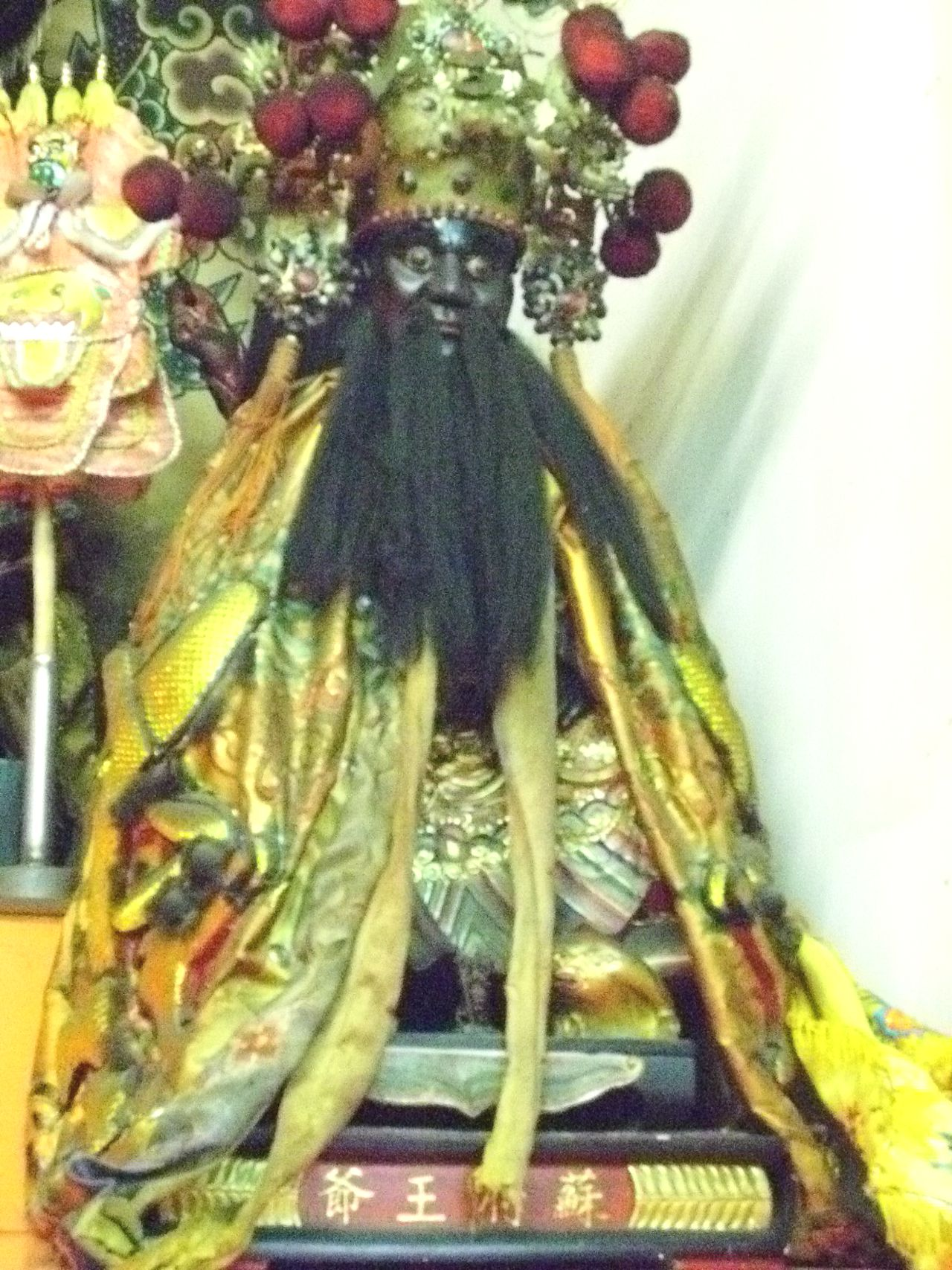
臺中市港尾太子宮的蘇府王爺寶像。

- 港尾勝玄宮（主祀蘇府千歲）
- 港尾港聖宮（主祀關聖帝君、天官大帝）
- 港尾聖玄宮（主祀玄天上帝）

## 旅遊
- 臺中農產品精品館（3樓為港尾里活動中心）[13][14]
- 臺中果菜運銷供應處[15]：位在環中路上。
- 朝聖宗教百貨公司：位在中清路二段上。
- 廣昌公園[16][17][18]
- 寶島旅遊餐廳

## 交通
道路、交流道
- 國道一號（中山高）
  - 大雅交流道（174）
- 台74線（快官霧峰線）：
  - 北屯一交流道（13.0）
  - 北屯二交流道（14.3）
  - 環中路：於該里與快官霧峰線共構
- 台1乙線(中清路)
- 縣道127號(廣福路)
- 昌平路
- 黎明路三段
- 中科路：未來在水湳經貿園區完工之後，將銜接甘肅路。

捷運、BRT
- █ 台中捷運橘線延伸線（規劃中）

## 行政人員

### 歷任里長
- 廖學炳
- 廖學郎
- 廖本亨[19]
- 周財坤
- 楊忠義

## 外部連結
- 西屯區公所
- 網路社區報－港尾里